# Liste des épisodes de Loïs et Clark
Cette page présente la liste des épisodes de la série télévisée Loïs et Clark.

## Première saison (1993-1994)
1. Loïs et Clark, première partie (Pilot)
2. Loïs et Clark, deuxième partie (Pilot)
3. Un homme étrange venu d'ailleurs (Strange Visitor from Another Planet)
4. Le choix des armes (Neverending Battle)
5. L'homme invisible (I'm Looking Through You)
6. Requiem pour un super héros (Requiem for a Superhero)
7. J'ai le béguin pour vous (I've got a crush on you)
8. La bande des surdoués (Smart Kids)
9. Une pierre de ma planète (The Green, Green Glow of Home)
10. Chaleur sur la ville (The Man of Steel Bars)
11. Un amour de parfum (Pheromone, My Lovely)
12. Lune de miel à Métropolis (Honeymoon In Metropolis)
13. L'éclipse (All Shook Up)
14. Témoin (Witness)
15. La folie des grandeurs (Illusions of Grandeur)
16. Qui a tué Harrison ? (Ides of Metropolis)
17. Le globe de Krypton (The Foundling)
18. Une star est née (The Rival)
19. Le sosie (Vatman)
20. Huis clos (Fly Hard)
21. Les barbares (1/2) (Barbarians at the Planet  (1/2))
22. La maison du bonheur (2/2) (The House of Luthor  (2/2))

## Deuxième saison (1994-1995)
1. Madame Ex (Madame Ex)
2. Le mur du son (Wall of Sound)
3. L'informateur (The Source)
4. Le farceur (The Prankster)
5. Main basse sur Metropolis (Church of Metropolis)
6. Blackout sur Metropolis (Operation Blackout)
7. Bonnie, Clyde et compagnie (That Old Gang of Mine)
8. Coup de foudre (A Bolt from the Blue)
9. Joyeux Noël (Season's Greedings)
10. Robot crime (Metallo)
11. Le cœur du dragon (Chi of Steel)
12. La mémoire de l'œil (The Eyes Have It)
13. Lex Luthor : Le retour (The Phoenix)
14. Quand l'audimat s'en mêle (Top Copy)
15. Le retour du farceur (Return of the Prankster)
16. Léon la chance  (1/2) (Lucky Leon (1/2))
17. Résurrection (2/2) (Resurrection (2/2))
18. Retour vers le passé (Tempus Fugitive)
19. Cible : Jimmy Olsen (Target: Jimmy Olsen)
20. Superman sur le divan (Individual Responsability)
21. Concert de plaintes (Whine, Whine, Whine)
22. Question sans réponse (1/2) (And the Answer Is... (1/2))

## Troisième saison (1995-1996)
1. Il faut qu'on se parle (2/2)  (We Have a Lot to Talk About (2/2))
2. Des gens ordinaires (Ordinary People)
3. Contact (Contact)
4. Le masque des anciens (When Irish Eyes Are Killing)
5. L'Arche de Noé (Just Say Noah)
6. Superman sonne toujours deux fois (1/2) (Don't Tug on Superman's Cape (1/2))
7. Ultra Woman (2/2)  (Ultra Woman (2/2))
8. Superman papa (Chip Off the Old Clark)
9. Superman contre les nazis (Super Mann)
10. Destruction virtuelle (Virtually Destroyed)
11. Vive la famille (Home is Where the Hurt Is)
12. La mère de la mariée (Never on Sunday)
13. Fils d'espion (The Dad Who Came in from the Cold)
14. Dix secondes d'éternité (Tempus Anyone)
15. Vive les mariés (I Now Pronounce You)
16. Chassés croisés (1/2) (Double Jeopardy (1/2))
17. Luthor, Wanda et le clone (2/2) (Seconds (2/2))
18. Trou de mémoire (1/2)  (Forget Me Not (1/2) )
19. Un Œdipe catastrophe (2/2) (Œdipus Wrecks (2/2))
20. Comme le monde est petit (It's a Small World After All)
21. Épreuves de force (1/4) (Through a Glass, Darkly (1/4))
22. Ce n'est qu'un au revoir (2/4) (Big Girls Don't Fly (2/4))

## Quatrième saison (1996-1997)
1. L'invasion de la Terre (3/4) (Lord of the Flys  (3/4) )
2. Bataille terrestre (4/4) (Battleground Earth (4/4) )
3. La briseuse de foyer (Swear to God, This Time We're Not Kidding)
4. Partenaires dans l'âme (Soul Mates)
5. Jeunesse volée (Brutal Youth)
6. La société contre Loïs Lane - 1re partie (The People Versus Lois Lane - Part 1)
7. La société contre Loïs Lane - 2e partie (Dead Lois Walking - Part 2)
8. Bob et Carol et Loïs et Clark (Bob and carol and Lois and Clark)
9. Fantômes (Ghosts)
10. Les « Press » attaquent (Stop the Presses)
11. La boucle du temps ( 'Twas the Night Before Mxymas)
12. Amour filial et arme fatale (Lethal Weapon)
13. Mensonges et vidéo (Sex, Lies and Videotape)
14. À la rencontre de John Doe - 1re partie (Meet John Doe - Part 1)
15. À la rencontre de John Doe - 2e partie (Lois and Clarks - Part 2)
16. Graine de Superman (AKA Superman)
17. Plus rapide que l'éclair (1/3) (Faster Than a Speeding Vixen (1/3) )
18. L'ombre d'un doute (2/3)  (Shadow of a Doubt (2/3) )
19. Les profondeurs du passé (3/3)    (Voice From the Past (3/3) )
20. Je t'ai dans la peau (I've Got You Under my Skin)
21. Toy Story (Toy Story)
22. L'ultime aventure de Loïs et Clark (Family Hour)